# Nick Van den Broeck
Nick Van den Broeck (Bélgica, 16 de agosto de 1983) es un árbitro de baloncesto belga. Activo en la élite nacional desde 2005 (actual BNXT League), es internacional FIBA desde 2010 y forma parte del cuerpo arbitral de EuroLeague y EuroCup desde la década de 2010. Originario de Schelle (Amberes), compagina su actividad europea con la BNXT.

## Trayectoria
En la liga nacional belga debutó en la primera división en 2005 y se consolidó como uno de los colegiados de referencia del país.  
En competiciones de Euroleague Basketball su primera presencia fue en EuroCup (2013–presente) y su debut documentado en Euroliga llegó en la temporada 2019–20 (por ejemplo, LDLC ASVEL–Real Madrid, 3 de enero de 2020). Permanece en activo en 2024–25.
Partidos destacados
- Euroliga RS 2023–24: Bayern – Fenerbahçe (27/10/2023).[7]
- Euroliga RS 2023–24: Anadolu Efes – AS Monaco (26/01/2024).[8]
- Euroliga RS 2024–25: AS Monaco – Virtus Bologna (18/10/2024) y Efes–Monaco (08/11/2024).[9][10]
- EuroCup Playoffs: UNICS–Valencia (22/03/2019) y Beşiktaş–JL Bourg (29/03/2024)

## Palmarés y reconocimientos
En la BNXT ha sido elegido **Árbitro del Año de Bélgica** en **2022**, **2023** y **2024**; en **2025** fue finalista (2.º tras Renaud Geller).

## Euroliga y EuroCup
- Euroliga: 2019–presente (listado oficial en activo en 2024–25).[5][6]
- EuroCup: 2013–presente (primera etapa en competiciones de Euroleague Basketball).[3]